# La Rédemption de Christophe Colomb
Pour les articles homonymes, voir Christophe Colomb (homonymie) et Rédemption (homonymie).
La Rédemption de Christophe Colomb (titre original : Pastwatch: the Redemption of Christopher Columbus) est un roman de science-fiction d’Orson Scott Card écrit en 1996.
Il s'agit d’une uchronie autour du voyage de Christophe Colomb.

## Résumé de l’histoire
Après une grande guerre et des désastres qui ont ramené la population à un milliard d'habitants, l’humanité est enfin en paix. Malgré une Terre surexploitée dans les siècles précédents, l’agriculture permet à chacun de manger à sa faim, des satellites permettent d'éviter les extrêmes du climat.
Les Hommes alors se penchent sur leur passé, et mettent au point le chronoscope qui permet de voir n’importe quelle scène historique, d’abord de façon très sommaire puis très détaillée.
Tagiri fait partie de ce projet Pastwatch qui étudie le passé. Elle attire l’attention de ses responsables par son utilisation non conventionnelle des appareils, et ceux-ci décident de la laisser libre de poursuivre les recherches qu’elle veut.
Suivant sa lignée familiale africaine, Tagiri finit par s’intéresser de très près à l’esclavage, et remonte jusqu’à ce qu’elle considère comme un point critique dans son histoire : la découverte de l’Amérique par Christophe Colomb.
Avec Hassan, autre membre du projet, elle fait alors une découverte révolutionnaire : le chronoscope semble permettre d’envoyer quelque chose dans le passé, car des personnes mortes depuis des siècles sont conscientes qu’elles sont observées par cette machine.
Tous deux commencent alors à étudier une façon de modifier l’histoire et empêcher la découverte de Colomb de tourner à la tragédie.

## Personnages
Personnages du passé, inspirés de personnes réelles :
- Christophe Colomb : fils d’un tisserand génois, il décide de devenir riche après avoir vu son père humilié par des amis du Doge. Son seul rêve est de lancer une croisade pour libérer Jérusalem. Cependant il devient ensuite obsédé par l’idée de rejoindre les Indes en naviguant vers l’ouest.
- Isabelle de Castille : reine de Castille, elle souhaite aider Colomb à financer son expédition, mais ne veut cependant pas s’opposer à son mari, Ferdinand.

Personnages du futur :
- Tagari : membre du projet Pastwatch, elle explore sans relâche tout ce qui a rapport à l’esclavage, en particulier en Afrique.
- Hassan : membre du projet Pastwatch
- Diko : fille de Tagari et Hassan, elle a grandi entourée par les recherches de ses parents sur Colomb. Fascinée par lui, elle passe une partie de sa vie à fouiller ce qui l’a poussé à avoir la certitude de rejoindre l’Inde en allant à l’ouest. Elle sera celle qui ira directement à la rencontre de Colomb pour influencer son expédition et prévenir la tragédie de la conquête de l’Amérique.
- Kemal : à l’origine météorologue, il s’intéresse à Pastwatch pour les informations sur le climat auquel le projet donne accès. Explorant la plaine de Mésopotamie, il découvre l’origine du Déluge biblique et le véritable Noé, ainsi que l’Atlantide. Musulman, il utilisera sa religion pour que Colomb ne croit pas avoir été abandonné de Dieu.
- Hunahpu : d’ancêtres Mayas, il est le premier à comprendre ce que Colomb a été chargé d’empêcher. Amoureux de Diko, ils sacrifieront leur amour pour le projet et une histoire parallèle. Il sera chargé d’unifier l’Amérique centrale en évinçant les Mexicains, de préparer le terrain au christianisme et de faire disparaître la coutume des sacrifices humains.
- Manjam : mathématicien, il fait partie d’un groupe discret qui tente de préserver les connaissances humaines. Il est l’un de ceux qui comprennent en premier qu’un nouvel âge de guerres pour les maigres ressources naturelles restantes va s’engager, et qu’une glaciation va avoir lieu, à la sortie de laquelle les êtres humains auront quasiment disparus.

## Considérations historiques et technologiques
- le voyage dans le temps est possible. Cependant envoyer quelque chose dans le passé conduit à la non-existence de tout ce qui suit la date d’arrivée de l’objet. Les voyageurs du temps eux ne sont pas affectés.
- l’auteur décrit une réalité alternative dans laquelle Christophe Colomb a, avec la même énergie qu’il a déployée pour convaincre les rois de financer son expédition, convaincu l’Europe de lancer une croisade pour libérer Jérusalem. En Amérique du Sud, l’empire mexicain s’effondre, remplacé par un nouvel empire bien plus organisé, pratiquant le sacrifice humain et encourageant les innovations technologiques. Les premiers explorateurs européens arrivant permettent de développer la navigation, et cet empire se lance à la conquête de l’Europe. La situation est inversée par rapport à la conquête de l’Amérique : les Européens, désunis, ne peuvent correctement se défendre. Des épidémies affaiblissent la population. Dans cette uchronie, les habitants futurs déterminèrent que Colomb était l’homme le mieux placé pour empêcher cette sanglante conquête et envoyèrent un projecteur holographique qui, sous la forme de la Sainte Trinité, persuade Colomb de partir à l’Ouest.
- dans le troisième futur décrit, celui pour lequel Diko, Kemmal et Hanapuh œuvrent, la rencontre entre Européens et Américains du Sud se passe sans violence excessive, et le futur est profondément modifié. Ce n’est qu’au XXe siècle de cette histoire alternative qu’un chercheur trouve les enregistrements cachés par les trois voyageurs, qui révèlent les histoires alternatives qui se sont sacrifiées et permettent d’élucider des énigmes historiques qui permirent l’incroyable pacifisme de la rencontre des continents.